# Brandzeia
Brandzeia é um género botânico pertencente à família Fabaceae.
A autoridade do género é Baill., tendo sido publicado em Adansonia 9: 217. 1869.